# Çinarlı (Şəmkir)
Çinarlı (in italiano Chinarli) è un comune dell'Azerbaigian situato nel distretto di Şəmkir.

## Storia
L'insediamento fu costruito nel 1888 dai colonizzatori tedeschi di Helenendorf che si trasferirono in Azerbaigian all'inizio del XX secolo e lo chiamarono Georgsfeld in onore del Gran Duca Georgij Aleksandrovič Romanov. Nel 1916 il nome venne cambiato in Georgievskoe o Georgiyevsk come conseguenza della 1ª Guerra Mondiale in cui l'Impero Russo e l'Impero Tedesco si erano schierati dalle parti opposte. Nel 1932 il nome dell'insediamento fu cambiato in Leninfeld. La deportazione dei tedeschi dell'area fu una conseguenza dell'invasione della Germania nazista nei confronti dell' U.R.S.S. e venne, sempre per la guerra, rinominata la città in Leninkend nel 1942. Per ripopolare la città le famiglie azerbaigiane espulse con forza dall'Armenia nel periodo tra il 1947 e il 1949 si stabilirono qui. Nel 1962, quando l'avamposto venne dichiarato un avamposto urbano, gli venne cambiato il nome in Lenin. Dal 1992 è stato formalizzato con la denominazione Çinarlı.

## Popolazione ed economia
La popolazione è di 3739 persone (2010). Le aree prioritarie dell'economia della città sono: agricoltura, viticoltura e vinificazione.

## Edifici
L'insediamento ha anche due scuole superiori della durata di 11 anni, tre biblioteche, una moschea, un ospedale, due asili nido, una scuola di musica, un ufficio postale, tre farmacie, un parco ricreativo, un'azienda vinicola e un mercato giornaliero.
La città ha vari problemi a livello infrastrutturale con molte delle strade (spesso trafficate dai camion, come via Nizami) ancora non del tutto cementate per questo la popolazione ha riscontrato vari problemi con le infrastrutture.
Nel 2006 nell'insediamento è stato costruito anche un grande complesso di moschee.
Nell'anno accademico 2009-2010 è stata ricostruita e messa in funzione la seconda scuola secondaria della città intitolata a N. Süleymanov di Chinarli.

## Geografia e clima
L'insediamento di Chinarli è circondato dal monte Nuzgar da un lato, dal fiume Shamkir da un lato e da altre aree fertili di Shamkir dall'altro. Il clima è mite.

## Cultura
Nella città è situato un grande parco ricreativo, il complesso della Vittoria costruito nel 1980, un monumento ai martiri del 20 gennaio 1990 e un ex-cinema club che oramai è in disuso. Vicino alla città si possono trovare i resti di alcuni antichi castelli i quali sono presenti sulle rive del fiume Shamkir. Uno di questi castelli è il castello di Koroglu.